# Détective comme Bogart
Pour plus de détails, voir Fiche technique et Distribution.
Détective comme Bogart (The Man with Bogart's Face) est un film américain réalisé par Robert Day, sorti en 1980. Il s'agit d'une adaptation du roman policier The Secret of Sam Marlow d'Andrew J. Fenady qui signe également le scénario et la production du film.

## Synopsis
Un passionné de cinéma (Robert Sacchi (en)) se fait refaire le visage pour ressembler à Humphrey Bogart et ouvre un cabinet de détective privé sous le pseudonyme de Sam Marlow.

## Fiche technique
- Titre : Détective comme Bogart
- Titre original : The Man with Bogart's Face
- Réalisation : Robert Day
- Scénario : Andrew J. Fenady d'après son roman The Secret of Sam Marlow
- Photographie : Richard C. Glouner
- Montage : Houseley Stevenson Jr.
- Musique : George Duning
- Producteur : Andrew J. Fenady
- Producteur exécutif : Melvin Simon (en)
- Société de production : Melvin Simon Productions, 20th Century Fox
- Pays de production :  États-Unis
- Langage : Anglais
- Format : Couleur
- Genre : Comédie et néo-noir
- Durée : 106 minutes
- Dates de sortie : 
  - États-Unis : 3 octobre 1980
  - France : 28 mai 1980

## Distribution
- Robert Sacchi (en) : Sam Marlow
- Franco Nero : Hakim
- Michelle Phillips : Gena
- Olivia Hussey : Elsa
- Misty Rowe : Duchess
- Victor Buono : Commodore Anastas
- Herbert Lom : Mr. Zebra
- Sybil Danning : Cynthia
- Richard Bakalyan : Lieutenant Bumbera
- Gregg Palmer : Sergent Hacksaw
- Jay Robinson : Wolf / Zinderneuf
- George Raft : Petey Cane
- Yvonne De Carlo : Teresa Anastas
- Mike Mazurki : er selbst
- Henry Wilcoxon : Mr. Chevalier
- Victor Sen Yung
- Joe Theismann
- A'leisha Brevard
- Buck Kartalian
- Peter Mamakos
- Martin Kosleck
- Philip Baker Hall
- Michael Masters
- Larry Pennell
- Kathleen Bracken
- Ed McCready
- Alan Foster
- Rozelle Gayle
- Bill Catching
- Everett Creach
- Wally Rose
- Ralph D. Carpenter
- Jerry Somers
- James Bacon
- Frank Baron
- Marilyn Beck (en)
- Robert Osborne (en)
- Will Tusher
- Dick Whittington

## Autour du film
- Le nom du personnage principal du film, Sam Marlow, est un hommage à deux célèbres détectives privés incarnés par Bogart au cinéma : Sam Spade dans Le Faucon maltais et Philip Marlowe dans Le Grand Sommeil.
- Les prolifiques acteurs George Raft et Victor Sen Yung apparaissent au cinéma pour la dernière fois dans ce film.
- Le joueur de football américain Joe Theismann joue un petit rôle, son premier au cinéma.

## Prix et distinctions
- Nomination au prix Edgar-Allan-Poe du meilleur film en 1981.
- Razzie Awards en 1981 de la pire chanson originale.